# Siedliska (rejon przemyślański)
Siedliska (ukr. Селиська) – wieś na Ukrainie w rejonie lwowskim (do 2020 roku w rejonie przemyślańskim) obwodu lwowskiego.

## Historia
Pod koniec XIX w. wieś w powiecie bóbreckim. 
W II Rzeczypospolitej w powiecie bóbreckim województwa lwowskiego. W latach 1944–1945 nacjonaliści ukraińscy z OUN - UPA zamordowali tutaj 4 Polaków i 4 Ukraińców.